# Hereroa incurva
Hereroa incurva är en isörtsväxtart som beskrevs av L. Bol. Hereroa incurva ingår i släktet Hereroa och familjen isörtsväxter. Inga underarter finns listade i Catalogue of Life.